# (31922) Alsharif
2000 GD72 (asteroide 31922) é um asteroide da cintura principal. Possui uma excentricidade de 0.13840540 e uma inclinação de 4.65907º.
Este asteroide foi descoberto no dia 5 de abril de 2000 por LINEAR em Socorro.